# 蘇瓌
蘇 瓌（そ かい、639年 - 710年）は、唐代の官僚・政治家。字は昌容。本貫は雍州武功県。

## 経歴
貞観年間の台州刺史の蘇亶（蘇威の子の蘇夔の子）の子として生まれた。弱冠にして進士に及第し、恒州参軍に任じられた。母が死去したため、蘇瓌は辞職して喪に服した。哀毀すること常人を超えており、太子左庶子の張大安に推挙されて、豫王府録事参軍に抜擢された。長史の王徳真や司馬の劉禕之に器量を重んじられた。朗州刺史・歙州刺史を歴任した。長安年間、揚州大都督府長史に転じた。揚州は要衝の地で、富裕な商人が多く、珠翠宝玉の物産があり、先代の長史の張潜や于弁機は巨万の富を得ていたが、ひとり蘇瓌は任地で財産を作ることはなかった。のちに同州刺史に任じられた。神龍元年（705年）、入朝して尚書右丞となり、懐県男に封じられた。法律を熟知し、台閣の故事を多く知っていたことから、律令格式の改定を命じられた。ほどなく銀青光禄大夫の位を加えられた。この年のうちに、戸部尚書に転じた。
神龍2年（706年）、蘇瓌は侍中を加えられた。淮陽県子に封じられ、西京留守をつとめた。秘書員外監の鄭普思が宗教反乱を計画し、雍州・岐州で宗教結社が蜂起したので、蘇瓌は鄭普思を収監して取り調べた。鄭普思の妻の第五氏は鬼道をもって韋皇后に仕えて信頼を得ており、中宗は特別に勅諭を蘇瓌に下して、鄭普思の罪を赦そうとした。蘇瓌は鄭普思の罪を赦してはいけないと上言し、尚書左僕射の魏元忠も懇請したので、中宗は鄭普思を儋州に配流して、その仲間をそろって処刑した。景龍元年（707年）、蘇瓌は吏部尚書に転じ、淮陽県侯に進封された。
景龍3年（709年）、蘇瓌は尚書右僕射・同中書門下三品（宰相）に転じ、許国公に進封された。南郊での郊祀にあたって、国子祭酒の祝欽明が韋皇后の意におもねって、韋皇后を亜献とし、安楽公主を終献とするよう求める建議をおこなった。蘇瓌はその議論に反対して、中宗の御前で祝欽明を非難した。中宗は蘇瓌の意見を理解したが、結局祝欽明の上奏に従った。6月、蘇瓌は監修国史を加えられた。
景龍4年（710年）6月、中宗が毒殺されると、その死は秘密にされて喪が発せられず、韋皇后は蘇瓌をはじめ宰相ら19人を召し出して禁中で会議した。遺制によると、温王李重茂を立てて韋皇后に輔政させ、安国相王李旦が輔政の参謀にあたることになっていた。中書令の宗楚客は韋皇后が臨朝称制にあたり、相王の輔政を停止させようと主張した。蘇瓌はひとり「遺制は先帝の意である。どうして更改できよう」といって反発した。宗楚客と韋温がその場を押し切り、相王輔政のことは削られた。韋皇后が臨淄郡王李隆基に敗れ、睿宗（李旦）が復位すると、蘇瓌は同中書門下三品・監修国史のまま、尚書左僕射に転じた。
景雲元年（同年）、蘇瓌は老病のため太子少傅に転じた。この年の11月に死去した。享年は72。司空・荊州大都督の位を追贈された。諡は文貞といった。開元17年（729年）、司徒の位を加贈された。

## 子女
- 蘇頲[10][9]
- 蘇詵（右司郎中・給事中・徐州刺史）[11][9]
- 蘇冰（虞部郎中）[11][12]
- 蘇乂（職方郎中）[11][13]
- 蘇穎
- 蘇顔
- 蘇顥

## 伝記資料
- 『旧唐書』巻88 列伝第38
- 『新唐書』巻125 列伝第50